# Joan Obiols i Vié
Joan Obiols i Vié, (Granollers, España, 10 de agosto de 1918-Cadaqués, España, 17 de julio de 1980) fue un psiquiatra y profesor universitario español.

## Carrera profesional
Ingresó a la Universidad de Barcelona con 16 años, pero no pudo continuar sus estudios a causa de la Guerra Civil Española (1936-1939). Finalmente pudo licenciarse en 1943 gracias a una providencia especial que le permitió hacer dos años en uno. En 1970 ganó la cátedra de psiquiatría de la Universidad de Santiago de Compostela y un año más tarde pasó a la de Barcelona. Fue decano de la Facultad de Medicina entre 1972 y 1979. En 1977, por ser el decano más antiguo, fue nombrado rector en funciones de la universidad durante nueve meses, el primero elegido democráticamente. El mismo año ingresó en la Real Academia de Medicina de Barcelona.
En el ámbito profesional era partidario de la psiquiatría biológica y crítico del psicoanálisis, fue promotor del psicodrama, la terapia artística y la musicoterapia. Posteriormente fue nombrado doctor honoris causa por la Universidad de Toulouse.[cita requerida] Murió en Cadaqués, el 17 de julio de 1980 mientras atendía a Salvador Dalí.

## Publicaciones
- Investigación fenomenológica sobre la comprensibilidad del delirio esquizofrénico. Barcelona: Universidad. Secretaria de Publicaciones. Facultad de Medicina, 1959.
- El caso Julia: un estudio fenomenológico del delirio. Barcelona: Aura, 1969. Psiquiatría y cultura.
- El hombre actual y la angustia. Barcelona: Erasmo, Centro de Estudios Antropológicos y Humanísticos, 1949.
- Psiquiatria d'ahir, psiquiatria d'avui i psiquiatria de demà. Barcelona: Real Acadèmia de Medicina de Barcelona, 1977.
- Psiquiatría y antipsiquiatría. Barcelona: Salvat, 1975. ISBN 8434574578.
- El Caso Elisa. La configuración de la temática conflictiva de una neurosis a través de la terapéutica por el arte. Barcelona: Laboratorios Miquel SA. 1969.